# Root Sports Northwest
 (septembre 2021).
Si vous disposez d'ouvrages ou d'articles de référence ou si vous connaissez des sites web de qualité traitant du thème abordé ici, merci de compléter l'article en donnant les références utiles à sa vérifiabilité et en les liant à la section « Notes et références ».
Root Sports Northwest est une chaîne de télévision sportive régionale américaine appartenant à l'équipe des Mariners de Seattle (60 %) et à WarnerMedia (AT&T, 40 %), qui diffuse des événements sportifs dans les États de Washington, Oregon, Idaho, Montana et Alaska.
La chaîne est affilié avec Fox Sports Net afin de sécuriser les ententes de diffusion avec les équipes et les conférences collégiales.

## Programmation
La chaîne diffuse les matchs des équipes professionnelles suivantes :
- Mariners de Seattle (MLB)
- Kraken de Seattle (NHL)
- Seahawks de Seattle (NFL)
- Seattle Sounders FC (MLS)
- Timbers de Portland (MLS)
- Jazz de l'Utah (NBA) (via Root Sports Utah)

ainsi que la couverture des sports collégiaux suivants :
- Pacific-12 Conference
- Western Athletic Conference
- Big Sky Conference
- West Coast Conference
- Ligue de hockey de l'Ouest